# Црква брвнара у Прањанима
Црква брвнара у Прањанима, месту у општини Горњи Милановац, подигнута је 1827. године на месту старије цркве брвнаре посвећене Светом Николи, освећене 1724. године. Представља непокретно културно добро као споменик културе од великог значаја.

## Изглед
Садашња црква брвнара је посвећена Вазнесењу Господњем и остало је непознато зашто је изградњом промењен патрон цркве, иако је стара црква била у основи већа, док је нова без трема и уопште скромније израде.
Црква брвнара у Прањанима је правоугаоне је основе са четвоространом апсидом и доминантним стрмим кровом покривеним упадљиво крупном шиндром. Унутрашњи простор је подељен на олтар, наос и припрату, чији горњи део запрема хор, са лучно засведеним шашовњем који покрива простор цркве. 
Истичу се врата са резбареном декорацијом, стилизованих биљних и геометријских орнамената комбинованих са крстићима и розетама у касетираним пољима, уобичајеном за рад осаћанских мајстора. Очувале су се престоне иконе Христа и Богородице с дететом, као и царске двери, приписане Сретену Протићу. 
Иза цркве налази се гробље са надгробним споменицима из 19. века. Обимни конзерваторски радови на санацији и рестаурацији обављени су 1970/1972. године, у време када је од скоро срушене цркве остао само костур.